# Asparagus ramosissimus
Asparagus ramosissimus är en sparrisväxtart som beskrevs av John Gilbert Baker. Asparagus ramosissimus ingår i släktet sparrisar, och familjen sparrisväxter. Inga underarter finns listade i Catalogue of Life.